# 江氏兄弟
江氏兄弟，是一个越南杂技演员二人组，由胞兄弟江国基（1984年—）和江国业（1989年—）组成。

## 吉尼斯世界纪录
他们最出名的是他们的平衡表演——江国业在其胞兄的头顶上保持垂直平衡。他们共同保持着两项吉尼斯世界纪录：
1. 两人头顶头保持平衡爬楼梯次数最多的记录：90级台阶；于2017年1月10 日在西班牙赫羅納主教座堂实现，打破了2014年中国杂技演员唐桃和粟增显两人在厦门用60秒登上25级台阶的纪录。
2. 头顶着人（蒙眼）上下10级台阶的最快用时： 53.97 秒，于2018年12月31日在意大利TV8电视台的“纪录之夜”节目中实现（创下新纪录）。

## 生涯

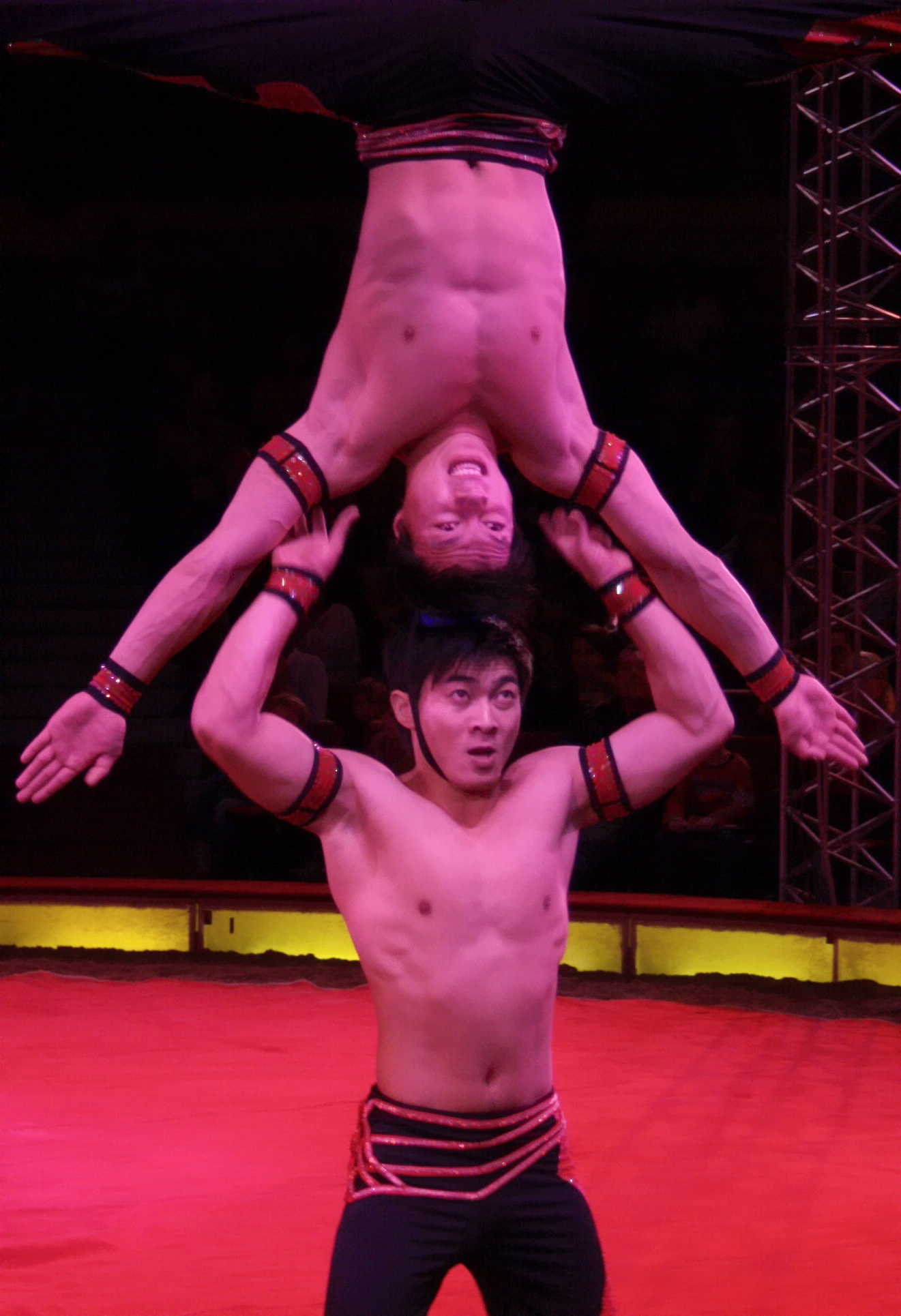
演出场景

2018年6月3日，他们进入了英国达人秀第12季的决赛，获得第五名。
江氏兄弟是越南最年轻的“功勋艺术家”称号获得者。江国基28岁时获奖，江国业26岁时获奖。